# Danske Bank (Irlanda del Nord)
Danske Bank, precedentemente nota come Northern Bank quando ha cambiato nome nel 2012, è una delle banche commerciali del Regno Unito. È una delle quattro banche che hanno il diritto di emettere banconote in Irlanda del Nord.
La banca è stata fondata nel 1809 e dal 2005 fa parte del Danske Bank Group . Dal 15 novembre 2012 la banca opera con il nome commerciale Danske Bank.
La North Bank ha emesso banconote da 10, 20, 50 e 100 sterline. Dopo il cambio di nome, la banca ha inizialmente continuato a emettere banconote con il logo della Northern Bank. Il 24 giugno 2013, la banca ha annunciato l'inizio dell'emissione di banconote con il logo di "Danske Bank" in 10 e 20 sterline e la cessazione dell'emissione di banconote da 50 e 100 sterline. Le banconote con il logo della Northern Bank saranno ritirate dalla circolazione man mano che si esauriranno.